# Mori Ogai

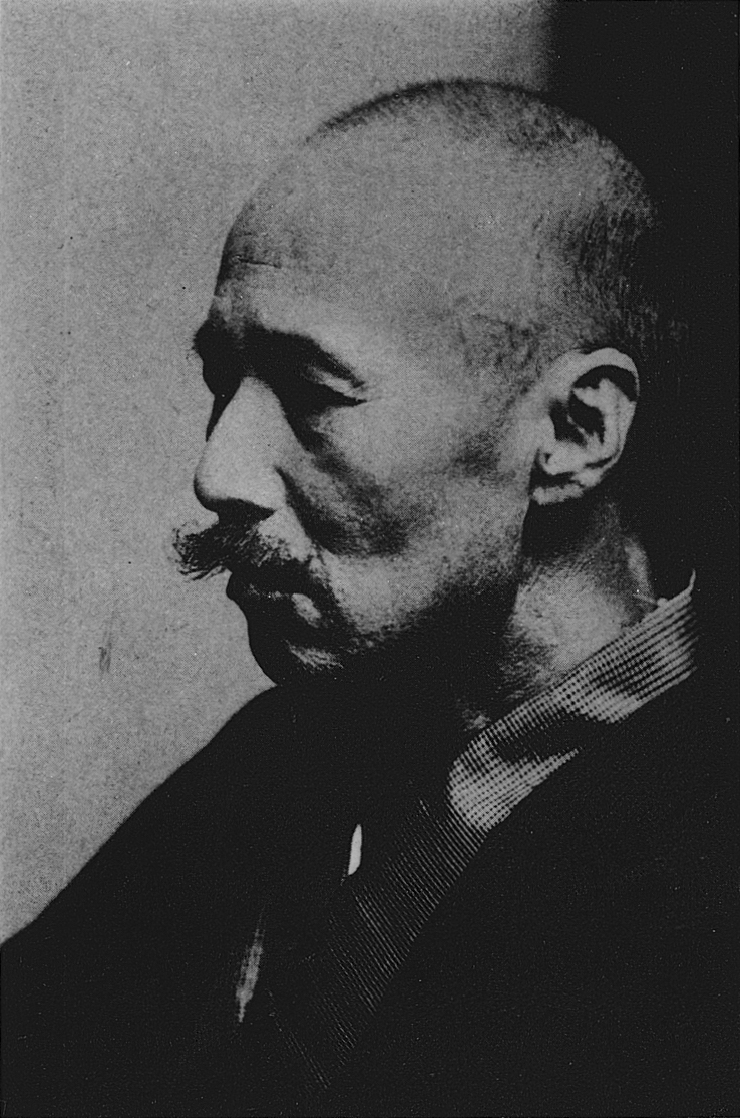
Mori Ogai

Mori Ogai (Japans: 森 鴎外, Mori Ōgai) (Tsuwano (Prefectuur Shimane), 17 februari 1862 - 8 juli 1922) was een Japanse arts, schrijver, dichter, vertaler en literair criticus. Hij wordt vooral herinnerd voor zijn literaire werken en wordt vaak als een van de belangrijkste schrijvers van zijn tijd beschouwd.

## Leven
Mori Ogai werd geboren op 17 februari 1862 als Mori Rintaro in het dorp Tsuwano in Iwami. Hij was de oudste zoon in een artsenfamilie. Op vijfjarige leeftijd begon hij lessen te volgen over de filosofie van Confucius en Mencius. Twee jaar later kreeg hij ook lessen wiskunde, geneeskunde en Nederlands.
In 1872 verhuisde Mori met zijn familie naar Tokio, waar hij twee jaar later begon met studies geneeskunde aan de Universiteit van Tokio. Rond deze tijd maakte hij voor het eerst kennis met poëzie, in het bijzonder tanka en Chinese gedichten. Wat later begon hij ook romans te lezen. In 1881 werd Mori Ogai de jongste persoon ooit die een diploma geneeskunde kreeg aan de Universiteit van Tokio.
Na zijn studie begon Mori een carrière als legerarts. In 1884 moest hij van de regering voor vier jaar in Duitsland gaan studeren. Hij kreeg er lessen militaire hygiëne van de arts Robert Koch. In deze vier jaar maakte hij ook kennis met de Europese literatuur. Hij ontdekte zo dat er een groot verschil bestond tussen de Europese en Japanse literatuur.
Toen hij terugkwam in Japan, probeerde Mori Ogai om niet alleen de Japanse geneeskunde te moderniseren, maar ook de Japanse literatuur. Hij deed dit onder andere door in 1889 zijn eerste werk Omokage te publiceren. Het was een collectie van vertaalde westerse gedichten.
Datzelfde jaar trouwde hij met Akamatsu Toshiko. Hun huwelijk bleef echter maar een jaar duren. In het jaar van hun scheiding publiceerde hij zijn eerste roman, Maihime. Dit ging over een Japanner die een affaire had met een Duits meisje. Het is een van de werken die beschouwd worden als het begin van de moderne Japanse literatuur.
Enkele jaren later, gedurende de Eerste Chinees-Japanse Oorlog van 1894 tot 1895, werkte Mori als legerarts in Mantsjoerije en Taiwan. Later, omdat zijn literaire werken niet op prijs gesteld werden door het leger, werd hij overgeplaatst naar Kokura in Kyushu. Gedurende deze jaren publiceerde hij niets, tot hij in 1902 teruggezonden werd naar Tokio.
Van 1904 tot 1905 deed Mori Ogai opnieuw dienst als legerarts tijdens de Russisch-Japanse Oorlog. Hier moest hij veel mensen verzorgen die aan de ziekte beriberi leden. Hij geloofde niet dat dit een infectieziekte was en weigerde daarom de aangewezen geneeswijze toe te passen. Door deze beslissing stierven tijdens de oorlog tienduizenden soldaten aan beriberi.
Enkele jaren later werd Mori gepromoveerd tot chirurg-generaal. Hierdoor moest hij niet meer bezorgd zijn over wat zijn meerderen over zijn literaire werk dachten en begon dus opnieuw te schrijven. Hij begon met het vertalen van enkele werken van de van Johann Wolfgang von Goethe, Friedrich Schiller, Henrik Ibsen, Gerhart Hauptmann en Hans Christian Andersen.
Van 1909 tot 1912 schreef hij vooral fictie gebaseerd op zijn eigen ervaringen, zoals Seinen en Gan.
De zelfmoorden van generaal Nogi Maresuke en zijn vrouw hadden zo'n grote impact hadden op Mori, dat hij vanaf 1912 vooral historische werken begon te schrijven, zoals Takasebune.
Vanaf 1916 hield hij zich bezig met het schrijven van biografieën zoals Shibue Chūsai en Izawa Ranken. Dit was ook het jaar waarin hij op pensioen ging als legerarts. Hetzelfde jaar werd hij aangewezen als conservator voor het Japanse Keizerlijke Museum.
Mori Ogai overleed in 1922 ten gevolge van nieratrofie.

## Belangrijkste werken
- Omokage (1889)
- Maihime (1890)
- Utakata no ki (1890)
- Fumizukai (1891)
- Ita sekusuarisu (1909)
- Seinen (1910)
- Gan (1911–1913)
- Okitsu Yagoemon no isho (1912)
- Sanshō Dayū (1915)
- Shibue Chūsai (1916)
- Takasebune (1916)
- Izawa Ranken (1916)

- Bibsys: 90763307
- Biblioteca Nacional de España: XX1532878
- Bibliothèque nationale de France: cb11916860k (data)
- Catàleg d'autoritats de noms i títols de Catalunya: 981058529603106706
- CiNii: DA00279892
- Gemeinsame Normdatei: 118736957
- International Standard Name Identifier: 0000 0001 2275 5365
- Library of Congress Control Number: n50006285
- Nationale Bibliotheek van Letland: 000089935
- MusicBrainz: 453d6767-1ca6-47fa-9745-767199c40309
- Bibliotheek van het Japanse parlement: 00046801
- Nationale Bibliotheek van Tsjechië: xx0010799
- Nationale Bibliotheek van Israël: 987007265671005171
- Nationale Bibliotheek van Polen: a0000002596789
- Nederlandse Thesaurus van Auteursnamen: 071583297
- Istituto Centrale per il Catalogo Unico: CFIV003916
- LIBRIS: 247830
- Système universitaire de documentation: 035687061
- Trove: 925978
- Union List of Artist Names: 500268301
- Virtual International Authority File: 15096
- WorldCat: E39PBJpYxrWTKJ7rMyddXyQ8YP